# Periophthalmus
Periophthalmus – rodzaj morskich ryb z rodziny babkowatych.

## Klasyfikacja
Gatunki zaliczane do tego rodzaju:
| - Periophthalmus argentilineatus - Periophthalmus barbarus – poskoczek mułowy - Periophthalmus chrysospilos – poskoczek indyjski - Periophthalmus darwini - Periophthalmus gracilis - Periophthalmus kalolo – poskoczek południowo-afrykański - Periophthalmus magnuspinnatus - Periophthalmus malaccensis - Periophthalmus minutus - Periophthalmus modestus | - Periophthalmus novaeguineaensis - Periophthalmus novemradiatus - Periophthalmus sobrinus - Periophthalmus spilotus - Periophthalmus takita - Periophthalmus variabilis - Periophthalmus walailakae - Periophthalmus waltoni - Periophthalmus weberi |

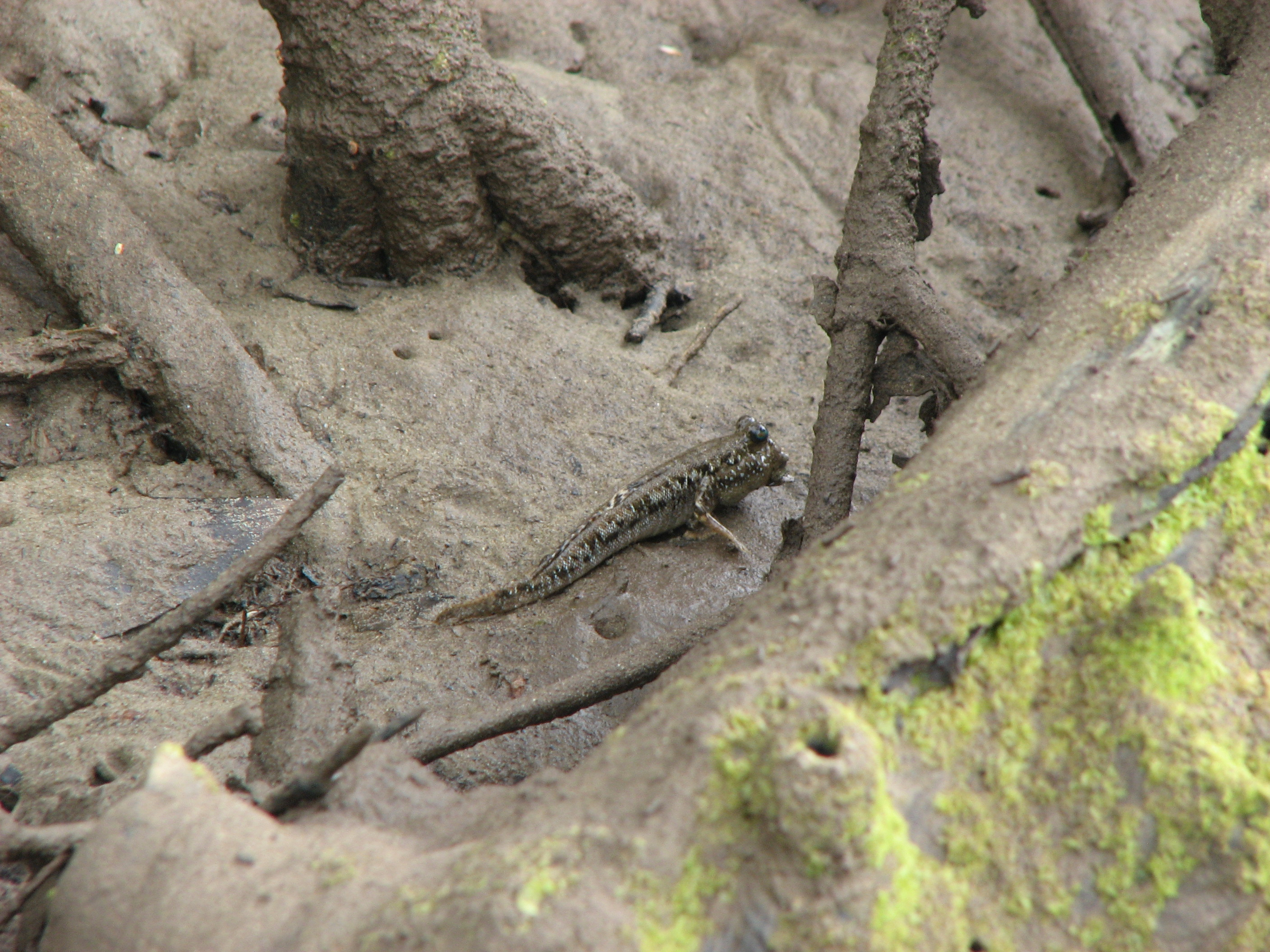
Periophthalmus argentilineatus
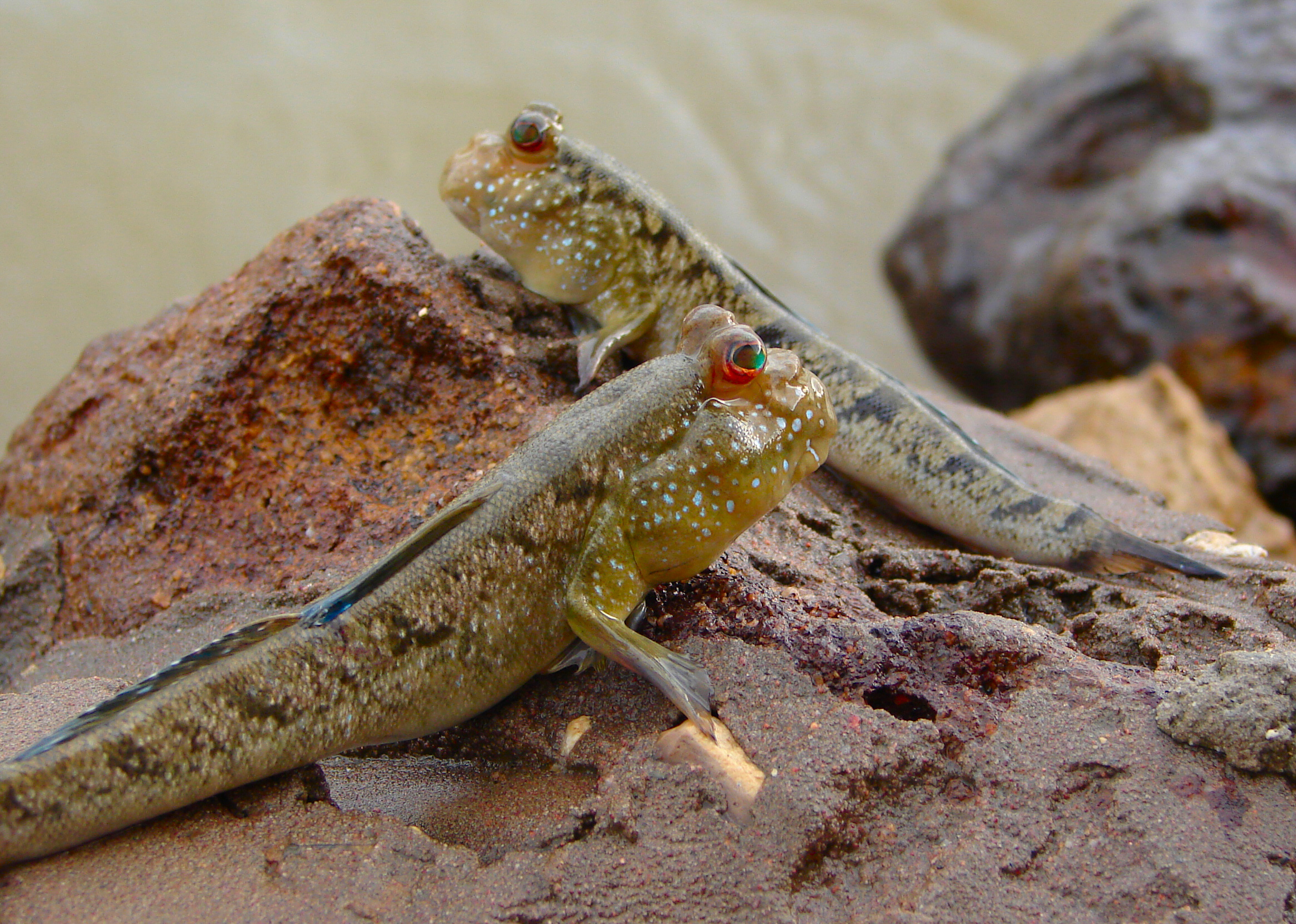
Periophthalmus barbarus
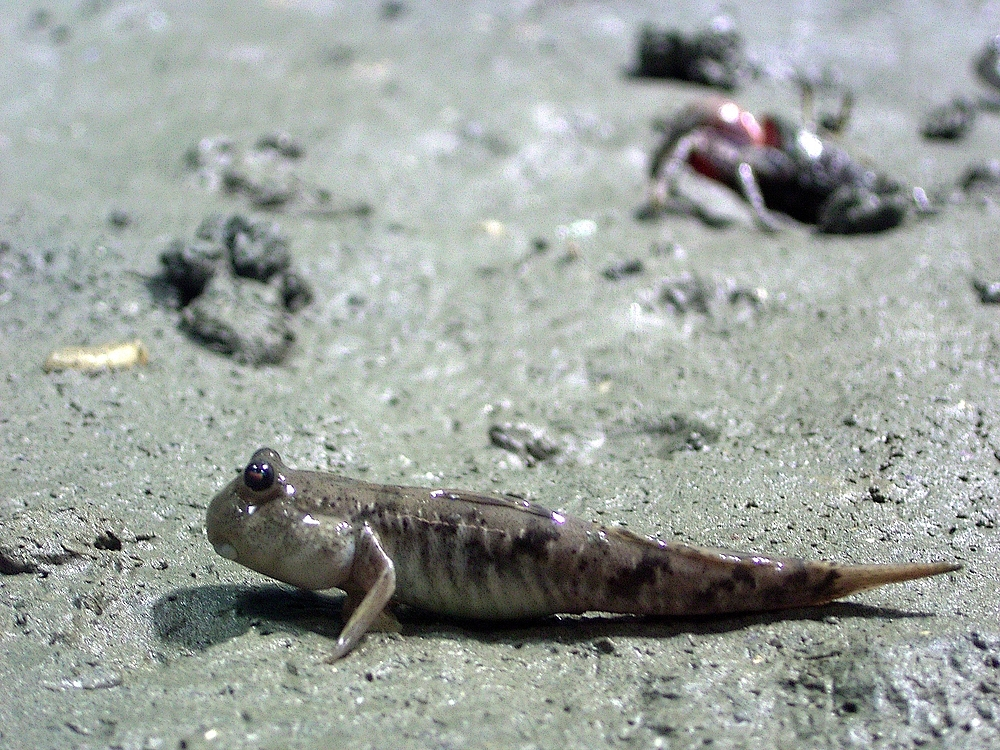
Periophthalmus modestus
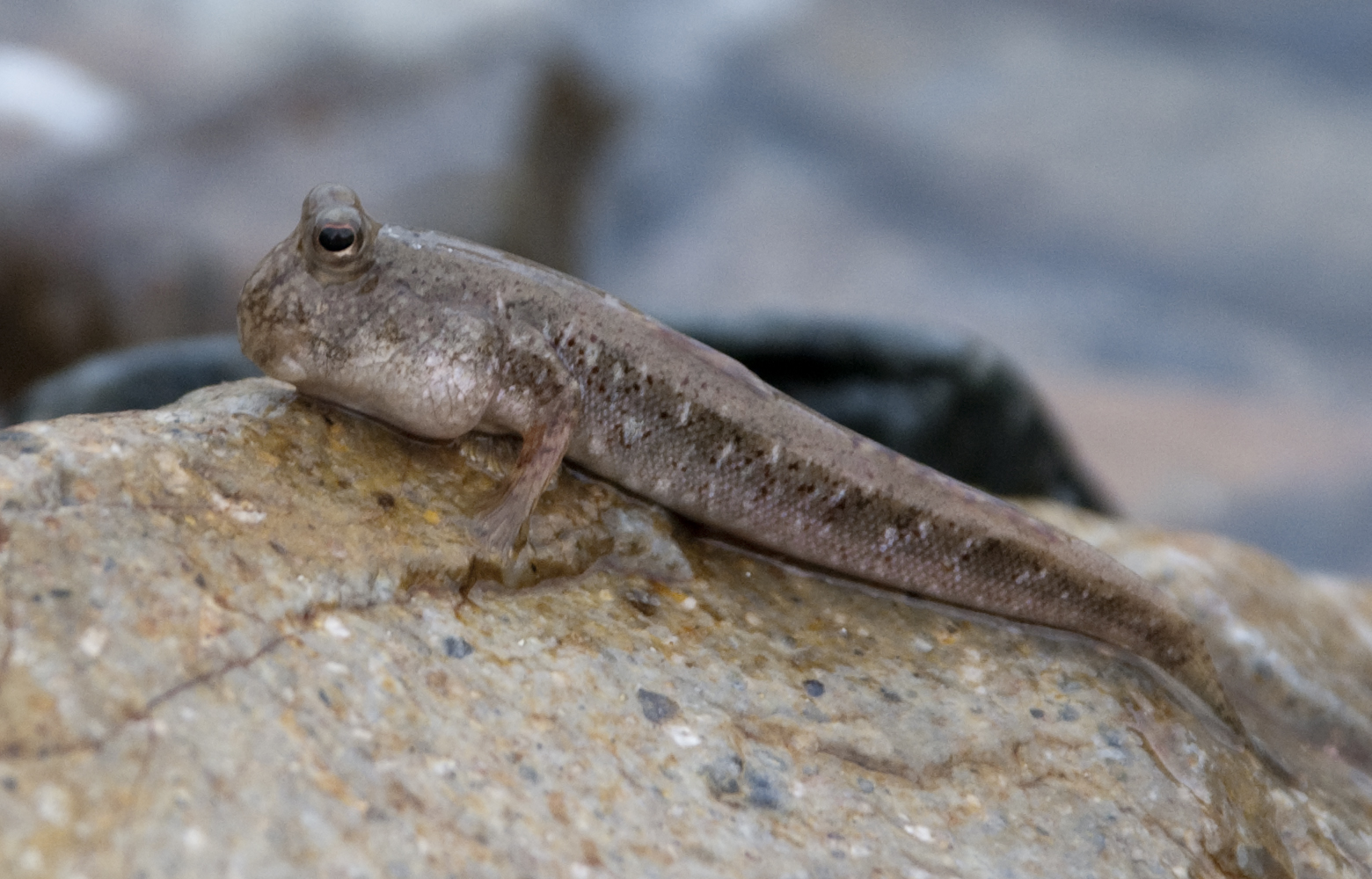
Periophthalmus novaeguineaensis
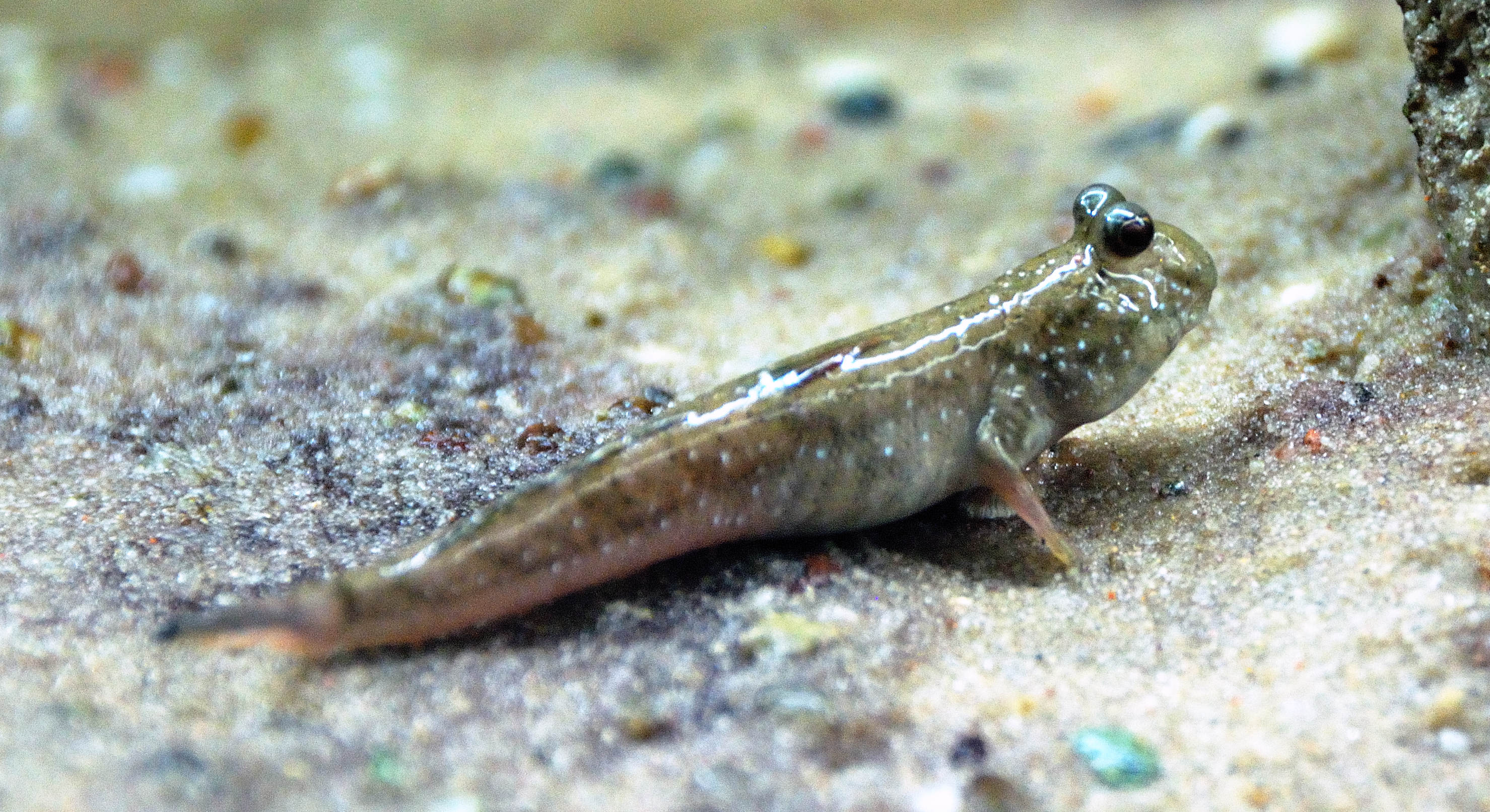
Periophthalmus novemradiatus